# Plecoptera luteiceps
Plecoptera luteiceps är en fjärilsart som beskrevs av Walker 1865. Plecoptera luteiceps ingår i släktet Plecoptera och familjen nattflyn. Inga underarter finns listade i Catalogue of Life.